# Koemanen

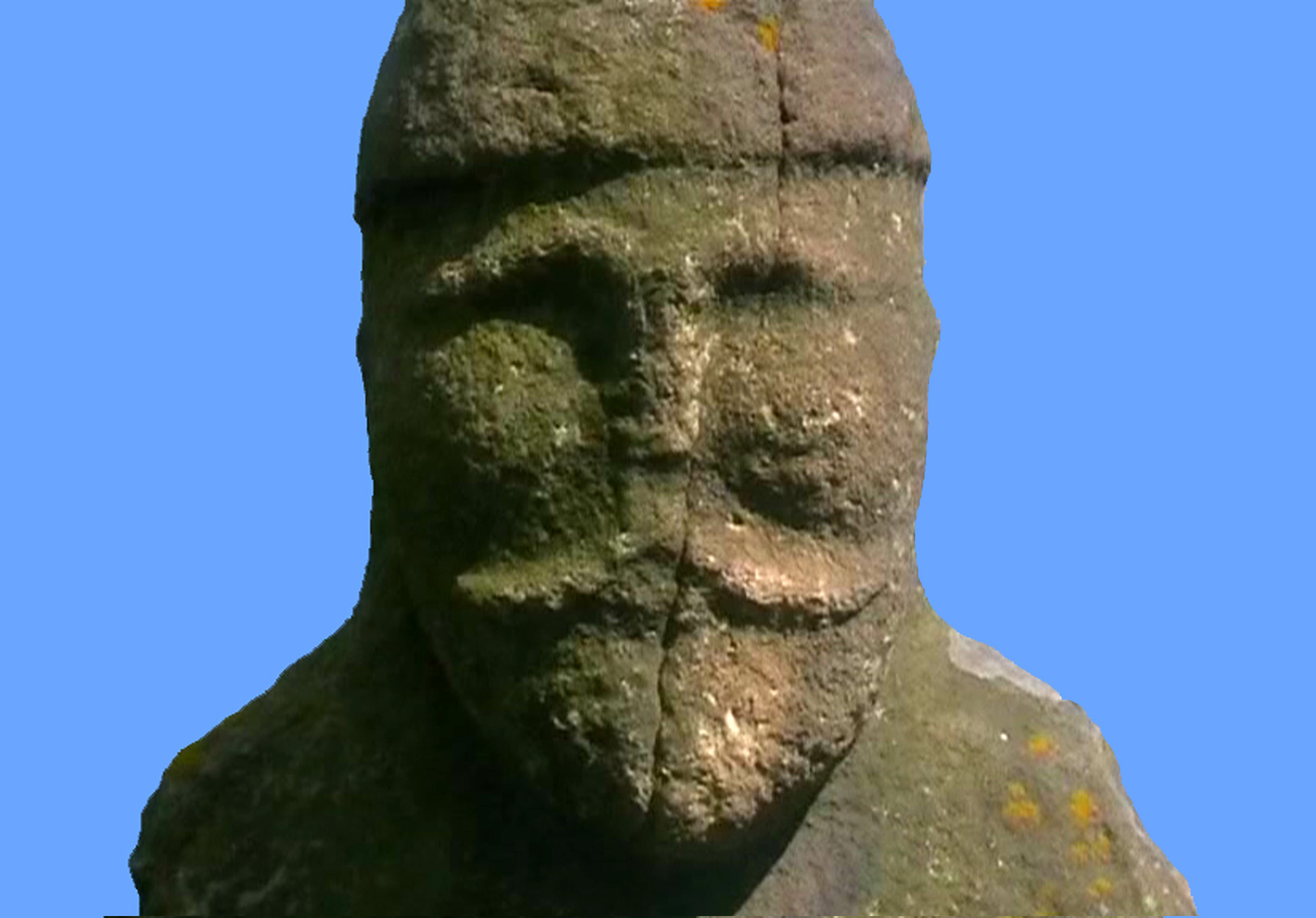
Beeld uit de tijd van de Koemanen, 12e eeuw

De Koemanen of Westelijke Kiptsjaken waren een Turkse nomadenstam die samen met de verwante Kiptsjaken (In het Russisch: Polovtsen) een confederatie deelden, genaamd Koemanië. Hun naam is afkomstig van de rivier de Koema.
Nazaten van de Koemanen bevinden zich tegenwoordig in Tatarije, de Krim, Turkije, Bulgarije, Roemenië, Moldavië, Noord-Macedonië en Hongarije.
De Koemanen waren een van de Turkstalige nomadenstammen in het huidige Oekraïne en het zuidwesten van Siberië. Koeman betekent in het Kiptsjaks 'bleek' en als Russische bronnen spreken van een Turkse stam met opvallend uiterlijk: (donker)blond haar en blauwe ogen.
In 1055 wordt van hen voor de eerste maal gesproken in de Russische geschiedenis. In 1068 behalen ze een grote overwinningen op de drie zonen van Jaroslav de Wijze bij de rivier de Alta (Oekraïne).
In 1091 hielpen zij de Byzantijnen aan een overwinning tegen de Petsjenegen: de Slag bij Levounion. Na de Mongolenstorm van 1242-1244 die in Hongarije grote landsdelen ontvolkte, vestigden zich Koemanen in het oosten van het huidige Hongarije en het westen van Transsylvanië, waar zij later in de Hongaarse bevolking zouden opgaan.